# Groninger Dagbladbeker
De Groninger Dagbladbeker was een Nederlands voetbaltoernooi dat in Groningen werd georganiseerd door het Groninger Dagblad in samenwerking met de Groninger Voetbalbond, voor met name clubs uit de provincies Groningen, Friesland en Drenthe. 

## Geschiedenis
Het toernooi rond de Groninger Dagbladbeker, dat tussen 1911 en 1950 39 keer op het programma stond, vormde de start van het nieuwe voetbalseizoen voor amateurs. Het werd gespeeld op verschillende velden in de provinciehoofdstad, meestal gedurende twee weekenden in augustus of september. 
Be Quick was de enige club die alle edities heeft meegedaan. Velocitas heeft met acht overwinningen het toernooi het vaakst gewonnen. De finale van het toernooi voor het seizoen 1940/1941 tussen GVAV en Achilles eindigde in 10-2, het had daarmee de grootste uitslag in de geschiedenis van het bekertoernooi.  
De wisselbeker werd permanent bezit van de club die hem in totaal vijfmaal óf driemaal op rij wist te veroveren; dit was het geval voor Be Quick (1925), Velocitas (1928), GVAV (1940 en 1943) en Hengelo (1950). 

## Statistieken
| Seizoen   | Winnaar     | Deelnemers                                                                               | Bijzonderheden |
| --------- | ----------- | ---------------------------------------------------------------------------------------- | --- |
| 1911/1912 | Achilles    | Achilles, Be Quick, Frisia, Forward, Velocitas, WVV                                      | Deze eerste zes clubs vormden ook de "Tweede Klasse Noord", de hoogste klasse in de regio.                                                                                                  |
| 1912/1913 | Forward     | Achilles, Be Quick, Frisia, Forward, Velocitas, WVV                                      | |
| 1913/1914 | WVV         | Achilles, Be Quick, Forward, Veendam, Velocitas, WVV                                     | |
| 1914/1915 | Be Quick    | Achilles, Be Quick, Forward, Veendam, Velocitas, WVV                                     | |
| 1915/1916 | Hawke       | Achilles, Be Quick, Benbow, Collingwood, Hawke, WVV                                      | Benbow, Collingwood en Hawke waren elftallen bestaande uit geïnterneerden van het Engelse Kamp.                                                                                             |
| 1916/1917 | Collingwood | Benbow, Be Quick, Collingwood, Forward, Hawke, Veendam, Velocitas, WVV                   | Bij een brand in het interneringskamp in april 1916 is de wisselbeker in het vuur verloren gegaan.                                                                                          |
| 1917/1918 | Hawke       | Achilles, Benbow, Be Quick, Collingwood, Hawke, HSC, Veendam, Velocitas                  | Na een 0-0 stand in de finale tegen Be Quick won Hawke de beker na een loting. |
| 1918/1919 | Velocitas   | Achilles, Benbow, Be Quick, Collingwood, Forward, Hawke, Veendam, Velocitas              | |
| 1919/1920 | Be Quick    | Achilles, Be Quick, Forward, Frisia, Hawke, HSC, Veendam, Velocitas                      | |
| 1920/1921 | Achilles    | Achilles, Be Quick, Forward, GVV, HSC, Veendam, Velocitas, WVV                           | |
| 1921/1922 | Velocitas   | Achilles, Be Quick, Forward, GVV, HSC, Veendam, Velocitas, WVV                           | |
| 1922/1923 | Be Quick    | Achilles, Be Quick, Forward, GVV, Veendam, Velocitas, WVV                                | In plaats van bij de opening van het seizoen werd deze editie begin 1923 pas gespeeld, met als doel het samenstellen van het Noordelijke Elftal voor de districtswedstrijden in Arnhem.     |
| 1923/1924 | Be Quick    | Achilles, Be Quick, Forward, HSC, Veendam, Velocitas, WVV (trok zich uiteindelijk terug) | |
| 1924/1925 | Velocitas   | Be Quick, GVV, Veendam, Velocitas                                                        | Na een 2-2 stand in de finale tegen Be Quick won Velocitas de beker na een loting. |
| 1925/1926 | Be Quick    | Achilles, Be Quick, GVV, HSC, Veendam, Velocitas, WVV                                    | |
| 1926/1927 | Velocitas   | Achilles, Be Quick, GVAV, GVV, HSC, Veendam, Velocitas, WVV                              | |
| 1927/1928 | Velocitas   | Achilles, Alcides, Be Quick, Friesland, GVAV, GVV, HSC, Veendam, Velocitas, WVV          | Deze editie was met tien deelnemende clubs de drukst bezette editie in de geschiedenis. Friesland werd gediskwalificeerd in verband met het opstellen van een niet speelgerechtigde speler. |
| 1928/1929 | Velocitas   | Achilles, Be Quick, GVAV, GVV, Noordelijke Zwaluwen, Veendam, Velocitas, WVV             | |
| 1929/1930 | Be Quick    | Be Quick, Groninger Boys, GVAV, Hoogezand, HSC, Noordster, Veendam, WVV                  | |
| 1930/1931 | Veendam     | Be Quick, Groninger Boys, GVAV, GVB-elftal, Hoogezand, HSC, Veendam, WVV                 | |
| 1931/1932 | Veendam     | Bato, Be Quick, GVAV, Hoogezand, HSC, Noordster, Veendam, WVV                            | |
| 1932/1933 | Velocitas   | Be Quick, GVAV, Hoogezand, HSC, Noordster, Veendam, Velocitas, WVV                       | |
| 1933/1934 | Be Quick    | Be Quick, GVAV, Hoogezand, HSC, Noordster, Veendam, Velocitas, WVV                       | In verband met het bereiken van de halve finale van de Haarlemmer Spaarne-beker trok Velocitas zich terug; GVAV nam hun plaats in de halve finale over.                                     |
| 1934/1935 | HSC         | Be Quick, GVAV, Hoogezand, HSC, Noordster, Veendam, Velocitas, WVV                       | |
| 1935/1936 | GVAV        | Be Quick, BRC, GVAV, Hoogezand, HSC, Noordster, Veendam, Velocitas                       | |
| 1936/1937 | ZAC         | AGOVV, Be Quick, GVAV, Hoogezand, HSC, Veendam, Velocitas, ZAC                           | |
| 1937/1938 | 't Gooi     | Be Quick, 't Gooi, GVAV, Hengelo, Hoogezand, HSC, PEC, Veendam, Velocitas                | |
| 1938/1939 | GVAV        | Achilles, Be Quick, 't Gooi, GVAV, HSC, Leeuwarden, Veendam, Velocitas                   | |
| 1939/1940 | GVAV        | Be Quick, BRC, GRC, GVAV, Hoogezand, HSC, Veendam, WVV                                   | |
| 1940/1941 | GVAV        | Achilles, Be Quick, BRC, GRC, GVAV, HSC, Veendam, WVV                                    | |
| 1941/1942 | GVAV        | Achilles, Be Quick, GRC, GVAV, HSC, PEC, Veendam, WVV                                    | |
| 1942/1943 | GVAV        | Be Quick, GVAV, HSC, Veendam                                                             | |
| 1943/1944 | GVAV        | Be Quick, Emmen, Frisia, GVAV, HSC, Leeuwarden, Veendam, Velocitas                       | Na een 0-0 stand in de finale tegen Be Quick won GVAV de beker na penalties (3-2). |
| 1944/1945 | HSC         | Achilles, Be Quick, Frisia, GRC, GVAV, HSC, Veendam, Velocitas                           | Toernooi afgelast na Dolle Dinsdag en de geruchten rondom de bevrijding. Uiteindelijk in mei 1945 afgerond.                                                                                 |

Voor het seizoen 1945/1946 werd de Groninger Dagbladbeker niet gespeeld. In september 1946 werd gestart met een nieuwe opzet van het bekertoernooi, nu in een league-systeem en met toelating van teams uit andere districten.
| Seizoen   | Winnaar         | Deelnemers                                            | Bijzonderheden                                                                          |
| --------- | --------------- | ----------------------------------------------------- | --------------------------------------------------------------------------------------- |
| 1946/1947 | Enschedese Boys | Be Quick, Enschedese Boys, GVAV, Veendam, Velocitas   | Enschedese Boys (+5) had een beter doelsaldo dan Velocitas (0) en won daarmee de beker. |
| 1947/1948 | Velocitas       | Be Quick, Enschedese Boys, Sparta, Veendam, Velocitas | Velocitas (+6) had een beter doelsaldo dan Be Quick (+4) en won daarmee de beker.       |
| 1948/1949 | Hengelo         | ADO, Be Quick, GVAV, Hengelo, Velocitas               |                                                                                         |
| 1949/1950 | Hengelo         | Be Quick, GVAV, Hengelo, HVV, Velocitas               |                                                                                         |
| 1950/1951 | Hengelo         | Be Quick, GVAV, Hengelo, SVV, Velocitas               |                                                                                         |

### Eeuwige ranglijst
| Club                 | Deelnames | Kampioen | Verliezend finalist |
| -------------------- | --------- | -------- | ------------------- |
| Be Quick             | 39        | 7        | 9                   |
| Veendam              | 33        | 2        | 4                   |
| Velocitas            | 31        | 8        | 4                   |
| HSC                  | 24        | 2        | 1                   |
| GVAV                 | 23        | 7        | 2                   |
| WVV                  | 23        | 1        | 5                   |
| Achilles             | 20        | 2        | 4                   |
| Hoogezand            | 10        | 0        | 1                   |
| GVV                  | 8         | 0        | 1                   |
| Forward              | 11        | 1        | 0                   |
| Noordster            | 6         | 0        | 0                   |
| Hawke                | 5         | 2        | 0                   |
| Hengelo              | 4         | 3        | 0                   |
| Collingwood          | 4         | 1        | 0                   |
| Benbow               | 4         | 0        | 1                   |
| GRC                  | 4         | 0        | 0                   |
| Frisia               | 5         | 0        | 0                   |
| BRC                  | 3         | 0        | 0                   |
| Enschedese Boys      | 2         | 1        | 0                   |
| PEC                  | 2         | 0        | 0                   |
| 't Gooi              | 2         | 1        | 1                   |
| Groninger Boys       | 2         | 0        | 0                   |
| Leeuwarden           | 2         | 0        | 0                   |
| ZAC                  | 1         | 1        | 0                   |
| AGOVV                | 1         | 0        | 1                   |
| ADO                  | 1         | 0        | 0                   |
| HVV                  | 1         | 0        | 0                   |
| SVV                  | 1         | 0        | 0                   |
| Emmen                | 1         | 0        | 0                   |
| Alcides              | 1         | 0        | 0                   |
| Friesland            | 1         | 0        | 0                   |
| Noordelijke Zwaluwen | 1         | 0        | 0                   |
| GVB-elftal           | 1         | 0        | 0                   |
| Bato                 | 1         | 0        | 0                   |